# Lance Armstrong
Lance  Armstrong (nascido Lance Edward Gunderson; Plano, 18 de setembro de 1971) é um ex-ciclista profissional americano, campeão de ciclismo em estrada em 1993. Ficou famoso por ter vencido o Tour de France por sete vezes seguidas — um recorde absoluto nessa prova — entre 1999 e 2005. Todavia, em 2012, alguns anos após encerrar sua carreira esportiva, perdeu todos os títulos obtidos depois de 1998 e foi banido do ciclismo competitivo pela União Ciclística Internacional, em razão do uso de dopagem bioquímica.
Como consequência perdeu os sete títulos do Tour de France que conquistara entre 1999 e 2005, período em que voltou a competir, após se ter curado de um cancro testicular, diagnosticado em 1996.
Em novembro de 2012, a revista Sports Illustrated divulgou uma lista de atletas mais anti-desportivos do ano. O ciclista ficou na primeira posição. Dez anos antes, a revista já o havia premiado com o troféu Fair Play ("jogo limpo") por seus valores desportivos.

## Biografia
Lance nasceu no dia 18 de setembro de 1971 na cidade de Plano, Texas, e começou a desenvolver o seu corpo desde muito novo. A sua mãe, Linda Mooneyham, teve até dois e três empregos para sustentar Lance, após o pai os ter abandonado. O seu apoio foi o motivo principal para que Lance se investisse no mundo do caráter.
Primeiramente, Lance praticou natação, o que o ajudou a moldar o seu carácter de lutador. Levantava-se às 4h45 todos os dias para ir treinar na piscina. Mais tarde, quando completou treze anos, descobriu o triatlo e venceu o concurso "Iron Kids Triathlon".
O treinador Chris Carmichael percebeu o talento do jovem Lance Armstrong para o ciclismo e concluiu que ele facilmente tornar-se-ia um profissional, já que amealhava taças ganhas. A vida de Lance deu uma volta de 180º quando, aos 21 anos, sendo um dos mais novos a competir, venceu o Campeonato Mundial de Ciclismo de Estrada.
Armstrong iniciou a sua carreira como profissional pela Motorola, em 1992, na clássica competição de San Sebastián, quando terminou em último lugar. Mas ele venceria a prova em 1995.
A vitória no Campeonato do Mundo de Oslo mostrou um ciclista completo e disposto a tudo.
Um ano depois, em Verdun, venceu a sua primeira etapa do Tour de France. Em 1995 repetiu o triunfo da etapa, em França, e conseguiu a sua primeira vitória numa grande etapa no Tour, triunfo a que somou a Flecha Valona de 1996.
Durante algumas semanas, Lance observara uma grande inflamação na virilha e, habituado a ignorar a dor, não lhe deu importância, até que começou a vomitar sangue, a ter perdas de visão e enxaquecas. O diagnóstico estava feito: um câncer testicular. Além disso os médicos descobriram-lhe, também, dois tumores, do tamanho de bolas de golfe, num pulmão e no cérebro. Mas para uma pessoa que tinha passado toda a vida em cima de uma bicicleta, render-se à doença não era uma opção. Numa entrevista, Lance referiu: "Enganaste-te na pessoa ao escolheres um corpo para viver, cometeste um erro porque escolheste o meu". Lance estava disposto a lutar contra o seu câncer.

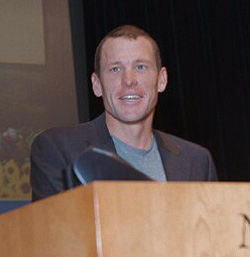
Armstrong em palestra com cancerologistas.

A equipe francesa Cofidis rescindiu o contrato com Lance. Ele teve que vender o seu Porsche e quase teve de fazer o mesmo com a sua casa. Estava a passar por maus momentos, mas teve forças para seguir em frente.
Aos 25 anos, numa conferência de imprensa, Lance declarou que sofria da grave doença. Um ano mais tarde, embora os médicos lhe dissessem que a probabilidade de viver fosse apenas de 40%, Lance não desistiu, e anunciou que iria regressar. Em janeiro de 1997, um mês depois de ter concluído a quimioterapia, Lance conheceu Kristin Richard, que foi sua esposa durante cinco anos. Com ela teve três filhos, o mais velho Luke, e os gémeos Grace ("Gee") e Isabelle ("Izzi"), sendo que os gémeos foram fecundados através de sémen congelado de Lance. Após o divórcio, o ciclista iniciou uma relação com a cantora Sheryl Crow.
Lance fundou a "Fundação Lance Armstrong" para a luta contra o câncer e relatou, em vários livros, a sua própria história, para demonstrar que se pode superar tudo, desde que se tenha energia para tal. O seu primeiro livro It’s not about the bike, vendeu milhares de exemplares, êxito que foi repetido com a sua biografia Vontade de Vencer – A Minha Corrida contra o Câncer.
Em 1998 a equipe U. S. Postal Service fechou um contrato com Lance, que voltava assim a pedalar. A sua primeira corrida foi a Rota do Sol, em Espanha, ficando Lance em 14º lugar.
Nesse mesmo ano, Lance começa a tomar uma droga chamada EPO (eritropoetina), que aumenta a produção de eritrócitos (glóbulos vermelhos do sangue) no organismo, fazendo com que o metabolismo aeróbio funcione de forma mais eficiente. Primeiro ano de uma longa trajetória de doping, até o final de sua carreira, em 2012.
Duas semanas depois, participou na etapa Paris - Nice sem grandes resultados. A temporada não foi de todo suficiente, chegando Lance a pensar numa possível renúncia. No entanto, em vez disso decidiu concorrer numa das provas mais importantes de todo o mundo. Em 1999 venceu o Tour de France, sagrando-se campeão na classificação geral individual. A este triunfo somaram-se mais seis vitórias no Tour. Após sua última vitória, no dia 18 de abril de 2005, em Augusta, nos Estados Unidos, anunciou que encerraria sua carreira logo após o Tour de France de 2005, o que realmente ocorreu. Em abril de 2006, anunciou que correria a Maratona de Nova Iorque, em 5 de novembro, negando que o faria seriamente ou que pretendesse atuar profissionalmente em maratona ou triatlo.
No dia 5 de Novembro de 2006, Lance Armstrong participou da Maratona de Nova York, completando o percurso em 2h59min36s, tempo que ficou dentro da meta de 3 horas que ele mesmo havia estabelecido. Na preparação, contou com a ajuda de sua ex-esposa Kristin Richards e seu eterno treinador, Chris Carmichael. Para justificar a inesperada participação na prova, que serviu também para levantar fundos para sua instituição contra o câncer, Lance disse: "Serei sempre um corredor".
Para a surpresa geral, no final de 2008, aos 37 anos, decidiu voltar ao ciclismo, correndo pela Astana. Em 2009, Armstrong disputou pela primeira vez o Giro d'Italia, naquela que foi a 100ª edição da volta italiana, além de marcar presença novamente no Tour de France.
Em 23 de Janeiro de 2011, aos 39 anos, anunciou que encerraria a sua carreira internacional, na última etapa do Tour Down Under da Austrália.
Em 2012 foi comprovado o doping em todas as edições do Tour de France, e Lance perdeu o título de todas as suas provas.

## Doping
Uma reportagem publicada pelo jornal francês l'Équipe no dia 23 de agosto de 2005 afirmava que Lance Armstrong teria utilizado EPO (eritropoietina) no primeiro Tour de France que venceu, em 1999. A análise, feita pelo Laboratório Nacional de Detecção de Dopagem (LNDD) de Chatenay-Malabryy (França), tomou por base amostras de urina congelada, colhidas do corredor um pouco antes do início e durante a competição. À época, não havia tecnologia disponível para esse tipo de análise.
A acusação de doping gerou controvérsias entre os ciclistas. Alguns argumentavam que EPO não seria considerado doping, à época, enquanto outros afirmavam haver um complô para desmoralizar Lance. Mas o principal motivo para duvidar das acusações era passional: Lance Armstrong era muito admirado em todo o mundo, pelos ciclistas e pelo público em geral, pelo facto de ter conseguido conquistar por sete vezes consecutivas o Tour de France, após ter-se recuperado do cancro, além de sua luta em apoio às vítimas da doença. Para essas pessoas, não importava que uma das vitórias tivesse sido por meio de doping e, mesmo assim, seis vitórias já eram um feito e tanto.
Nove meses depois, no final de maio de 2006, Lance foi considerado inocente das acusações de doping pela empresa independente Scholten, que a UCI encarregou de estudar as alegações do L´Equipe. A advogada neerlandesa Emile Vrijman, que chefiou por dez anos a WADA (Agência Mundial Anti-Doping) e depois passou a defender atletas de acusações de doping, trabalhou no relatório junto ao cientista Adriaan van der Veen, também neerlandês. Segundo Vrijman, os procedimentos de teste foram insuficientes para considerar a amostra de Armstrong positiva e houve má conduta da WADA e do LNDD.
Entretanto, a polémica continua: a UCI criticou Vrijman por divulgar as informações sem ter consultado todos os envolvidos; Armstrong acusa a WADA de agir contra a lei; a WADA afirma que as acusações de Vrijman são irresponsáveis e pretende processá-la; o jornal L'Équipe afirmou que sua reportagem mantém-se correcta, apesar do relatório.
Em 2011, novas acusações de doping são feitas a Armstrong, desta vez vindas de dois de seus mais íntimos colegas, que fizeram parte da equipe de Armstrong nos muitos anos que competiram juntos na equipe USA, sendo um deles o veterano Tyler Hamilton, melhor amigo de equipe de Armstrong. Inclusive, alguns anos antes diziam que se Tyler um dia resolvesse contar o que sabe, então toda a verdade sobre os dopings de Armstrong seria revelada. E foi exatamente o que aconteceu; depois de anos negando, agora Tyler resolve contar tudo o que sabe. Essas investigações foram conduzidas pelo FBI e vários outros dos ex-colegas de equipe, que nunca antes quiseram se pronunciar, agora falam abertamente ao FBI e à mídia acerca dos detalhes dos dopings em quase todos títulos ganhos por Armstrong. Em Junho de 2012 a USADA acusou formalmente Armstrong do consumo de substâncias ilícitas , baseando-se em amostras sanguíneas de 2009 e 2010 e em testemunhos de outros ciclistas.

### Doping mecânico
Além do uso de substâncias consideradas ilícitas e de uso antidesportivo, Lance Armstrong também teve que lidar com acusações de ter realizado, também, o chamado doping mecânico nas competições das quais participou.
Em 2021, Jean-Pierre Verdy, ex-chefe da Agência Francesa Antidopagem entre 2006 e 2015, acusou Armstrong de usar um motor em sua bicicleta, o que teria melhorado seu desempenho nas suas sete vitórias no Tour de France. Ao analisar videos das corridas, Jean-Pierre percebeu um gesto do atleta; o de colocar a mão atrás do selim, no que parecia com a intenção de acionar um botão, Armstrong sempre aumentava a velocidade quando tal gesto era executado. De acordo com as investigações do jornalista francês Philippe Brunel; o atleta Lance Armstrong teria pago 2 milhões de dólares por invenção de Istvan Varjas, em 1998, o engenheiro húngaro é considerado o pai do doping mecânico.

### Retirada de prêmios
Em agosto de 2012, o ciclista americano declarou estar cansado de tentar provar, ano após ano, acusação após acusação, a sua inocência nos casos de doping. Com isso, o atleta heptacampeão do Tour de France deverá ser considerado culpado das acusações e perderá todos os títulos conquistados nos últimos anos, além ser banido para sempre do esporte.
Em 22 de Outubro de 2012 a União Internacional do Ciclismo retirou as sete vitórias na Volta à França em bicicleta, e decidiu também que nunca mais poderá voltar a participar em provas oficiais.
A Universidade norte-americana retirou diploma de honra a Lance Armstrong.

### Confissão
Em Janeiro de 2013, Lance confessou o uso de anabolizantes. Primeiro, ele se reuniu com os funcionários da fundação que ele criou (Lance Armstrong Foundation) e que luta contra o câncer. O ex-ciclista pediu desculpas pelos momentos de estresse vividos pela equipe por causa dele. Depois, Lance confessou o uso no programa Oprah Winfrey Show, que foi ao ar no dia 17 de Janeiro de 2013. Segundo o jornal The New York Times, a confissão seria parte de uma estratégia para convencer as autoridades do esporte a autorizá-lo a voltar a participar das competições que adotam o Código Mundial Antidoping, das quais está banido para o resto da vida (Armstrong ainda deseja competir em provas de triatlo e corrida. Como vários destes eventos são regidos por organizações que seguem o código da Wada, segundo o qual ele está banido pelo resto da vida, sua participação está inviabilizada no momento). O jornal afirma que Armstrong teria decidido revelar publicamente o esquema após um encontro com membros da Agência Antidoping Americana, incluindo o executivo chefe, Travis Tygart. Nesta conversa, Tygart teria se mostrado inclinado a rever o banimento do ciclista caso nomes de peso relacionados ao caso fossem expostos.